# 시모다 호쿠토
시모다 호쿠토(일본어: 下田 北斗, 1991년 11월 7일 ~ )는 일본의 축구 선수이다. 현재 J1리그의 FC 마치다 젤비아에서 뛰고 있다.

## 구단 경력
그는 2014년부터 J리그의 방포레 고후, 쇼난 벨마레, 카와사키 프론탈레, 오이타 트리니타, FC 마치다 젤비아에서 뛰었다.